# Юнион-Спрингс (Алабама)
Ю́нион-Спрингс (англ. Union Springs) — город, административный центр округа Буллок, штат Алабама. Население по переписи 2020 года — 3358 человек.

## География
Находится в 59 км к юго-востоку от административного центра штата, города Монтгомери. По данным Бюро переписи США, общая площадь города равняется 17,33 км², из которых 17,17 км² составляет суша и 0,16 км² — водные объекты (0,92 %). Город пересекают автомагистрали  и , соединяющие все части округа. К юго-востоку от города берёт начало река Конику.

## История
Земли округа на протяжении многих веков населяли крики. Начиная с 1830-х годов, регион являлся важным центром торговли хлопком. Не имея доступа к водным путям, город осуществлял торговлю с Колумбусом, штат Джорджия, благодаря железной дороге Мобил—Джирард. В довоенный период хлопковые бароны возвели множество особняков вдоль хребта Чанненугги, в том числе дом Фостера-Чепмена в неомавританском стиле 1843 года постройки, где в детстве жила активистка движения за гражданские права Виргиния Фостер Дурр. Бо́льшая часть города не пострадала в годы Гражданской войны, однако последствия Реконструкции и Освобождения привели к послевоенному экономическому спаду.
К 1885 году город стал узлом железных дорог Мобил—Джирард и Монтгомери—Юфола. В Юнион-Спрингс располагались маслодавильни, строгальный цех, а также оказывались медицинские и юридические услуги. Вскоре были открыты хлопчатобумажные фабрики, которые превратили город в экономический центр региона. Рост торговли способствовал образованию зажиточного класса, что привело к появлению большего числа особняков. В настоящее время эти здания составляют ядро исторического района Юнион-Спрингс.
Начиная с начала XX века территория, первоначально использовавшаяся для выращивания хлопка, начала уступать место другим видам землепользования. К 1920-м годам многие участки бывших хлопковых плантаций были заняты охотничьими угодьями. В этот период Льюис Майтаг создал охотничий заповедник площадью 14 000 акров, известный как плантация Седжфилдс. Данный заповедник и прилегающие к нему земли стали популярным местом для проведения полевых испытаний собак-птицеловов, которые существуют и по сей день. С момента своего основания экономика Юнион-Спрингс направлена преимущественно на сельское хозяйство. Компания «Bonnie Plant Farms» — крупнейший в стране производитель овощей и зелени в контейнерах — основана в Юнион-Спрингс и в настоящее время имеет предприятия во всех 50 штатах.

## Население
| Год переписи                    | Нас. |  | %±     |
| ------------------------------- | ---- |  | ------ |
| 1870                            | 1455 |  | —      |
| 1880                            | 1862 |  | 28%    |
| 1890                            | 2049 |  | 10%    |
| 1900                            | 2634 |  | 28,6%  |
| 1910                            | 4055 |  | 53,9%  |
| 1920                            | 4125 |  | 1,7%   |
| 1930                            | 2875 |  | −30,3% |
| 1940                            | 3107 |  | 8,1%   |
| 1950                            | 3232 |  | 4%     |
| 1960                            | 3704 |  | 14,6%  |
| 1970                            | 4324 |  | 16,7%  |
| 1980                            | 4431 |  | 2,5%   |
| 1990                            | 3975 |  | −10,3% |
| 2000                            | 3670 |  | −7,7%  |
| 2010                            | 3980 |  | 8,4%   |
| 2020                            | 3358 |  | −15,6% |
| 1870–2020 U.S. Decennial Census |      |  |        |

По переписи населения 2020 года, в городе проживало 3358 жителей. Плотность населения — 216,09 чел. на один квадратный километр. Расовый состав населения: чёрные или афроамериканцы — 75,88 %; испаноязычные или латиноамериканцы — 12,27 %; белые — 9,47 % и представители других рас — 2,38 %.

## Экономика
По данным переписи 2020 года, средний годичный доход домохозяйства составляет 21 422 долларов, что на 36,74 % ниже среднего уровня по округу и на 58,83 % ниже среднего по штату. Доля населения, находящегося за чертой бедности, — 57,5 %.

## Образование
Школы города являются частью школьной системы округа Буллок; в городе функционируют две начальные и одна средняя школа.

## Достопримечательности
Богатое сельскохозяйственное наследие города в значительной степени отражено в местных достопримечательностях. Сад Чанненугги, основанный в 1847 году, является одним из старейших общественных садов в США и старейшим в Алабаме. Ярмарка Чанненугги берёт начало с фестиваля, проводившегося ещё до Гражданской войны, который организовывало старейшее садоводческое общество Соединённых Штатов — садовый клуб Чанненугги. В Национальном реестре исторических мест приведены сорок семь памятников города.
В дополнение к зданию суда округа Буллок, построенному в 1872 году, в историческом районе Кортхаус расположено двадцать пять других зданий, в том числе довоенные дома и церкви, библиотека Карнеги и театр «Красная дверь» (англ. «Red Door Theatre»). Юнион-Спрингс позиционирует себя как всемирная столица полевых испытаний собак-птицеловов. С 1921 года каждый февраль город принимает сотни туристов на Национальном любительском чемпионате по полевым испытаниям. Памятник собаке-птицелову, расположенный в историческом районе Кортхаус, представляет собой бронзовую скульптуру пойнтера в натуральную величину.

## Известные уроженцы
- Эдди Кендрикс (1939—1992) — американский певец.

## Галерея

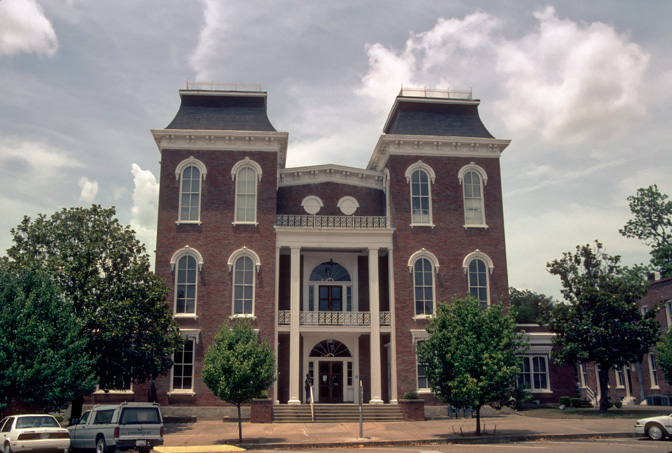
Здание окружного суда
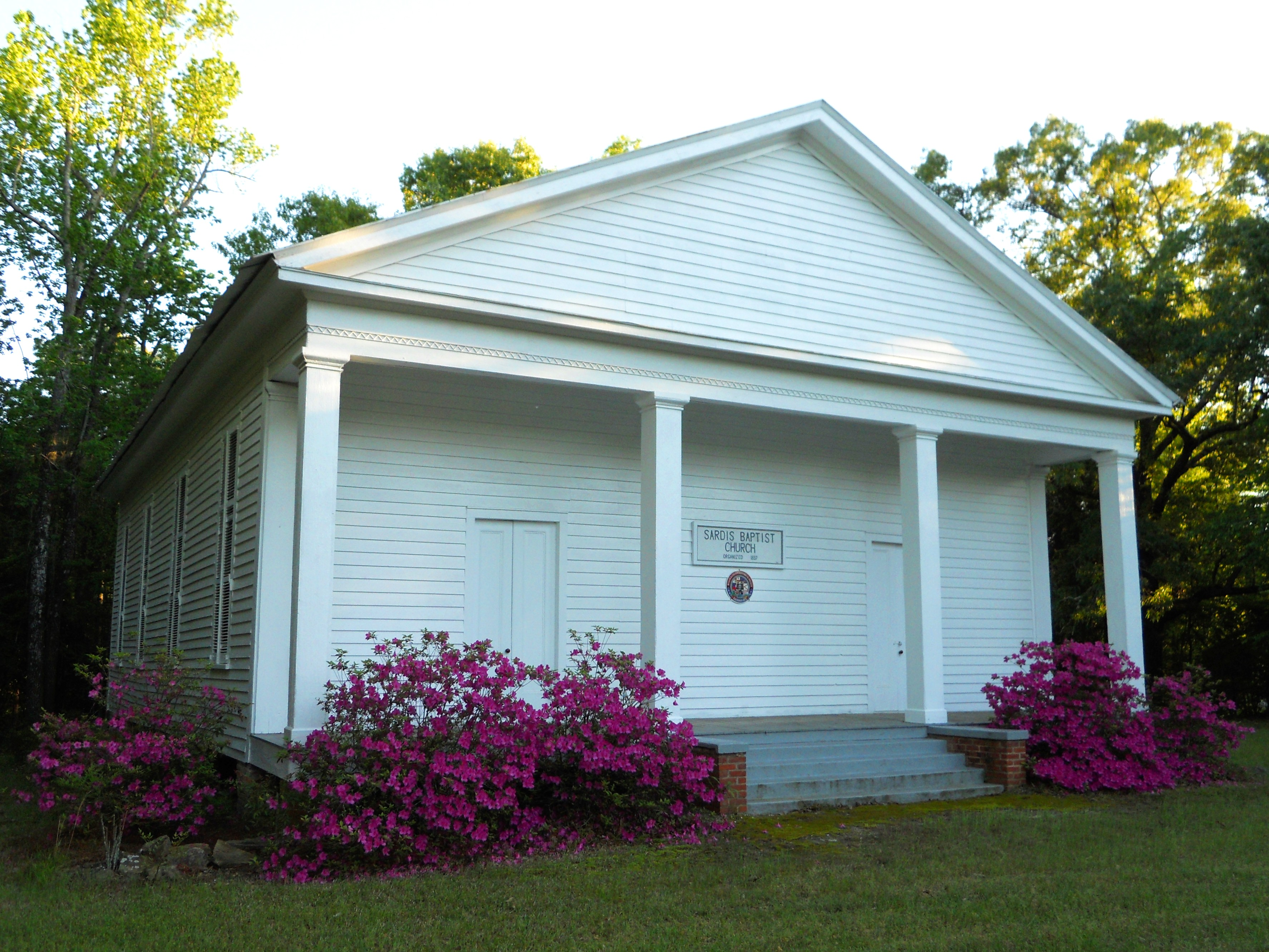
Баптистская церковь
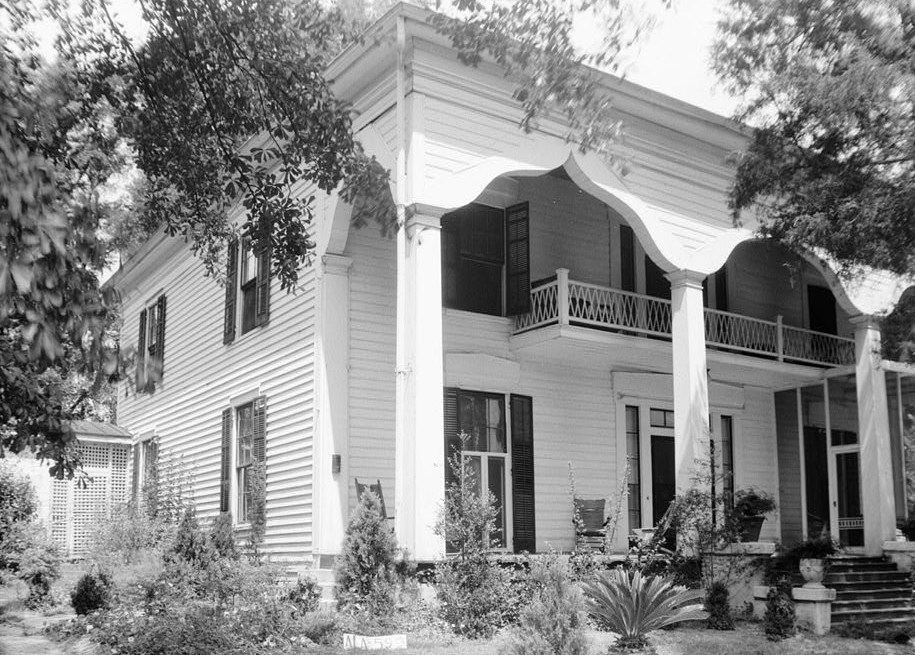
Дом Фостера-Чепмена
Памятник собаке-птицелову